# Pasa de Silla
 (juin 2023).
La mise en forme du texte ne suit pas les recommandations de Wikipédia : il faut le « wikifier ».
Les points d'amélioration suivants sont les cas les plus fréquents. Le détail des points à revoir est peut-être précisé sur la page de discussion.
- Les titres sont pré-formatés par le logiciel. Ils ne sont ni en capitales, ni en gras.
- Le texte ne doit pas être écrit en capitales (les noms de famille non plus), ni en gras, ni en italique, ni en « petit »…
- Le gras n'est utilisé que pour surligner le titre de l'article dans l'introduction, une seule fois.
- L'italique est rarement utilisé : mots en langue étrangère, titres d'œuvres, noms de bateaux, etc.
- Les citations ne sont pas en italique mais en corps de texte normal. Elles sont entourées par des guillemets français : « et ».
- Les listes à puces sont à éviter, des paragraphes rédigés étant largement préférés. Les tableaux sont à réserver à la présentation de données structurées (résultats, etc.).
- Les appels de note de bas de page (petits chiffres en exposant, introduits par l'outil «  Source ») sont à placer entre la fin de phrase et le point final[comme ça].
- Les liens internes (vers d'autres articles de Wikipédia) sont à choisir avec parcimonie. Créez des liens vers des articles approfondissant le sujet. Les termes génériques sans rapport avec le sujet sont à éviter, ainsi que les répétitions de liens vers un même terme.
- Les liens externes sont à placer uniquement dans une section « Liens externes », à la fin de l'article. Ces liens sont à choisir avec parcimonie suivant les règles définies. Si un lien sert de source à l'article, son insertion dans le texte est à faire par les notes de bas de page.
- La présentation des références doit suivre les conventions bibliographiques. Il est recommandé d'utiliser les modèles {{Ouvrage}}, {{Chapitre}}, {{Article}}, {{Lien web}} et/ou {{Bibliographie}}. Le mode d'édition visuel peut mettre en forme automatiquement les références.
- Insérer une infobox (cadre d'informations à droite) n'est pas obligatoire pour parachever la mise en page.

Pour une aide détaillée, merci de consulter Aide:Wikification.
Si vous pensez que ces points ont été résolus, vous pouvez retirer ce bandeau et améliorer la mise en forme d'un autre article.
Pasa le Grand (mort en 112, r. 80-112) était le cinquième dirigeant de Silla, l'un des Trois Royaumes de Corée. Il est aussi connu sous le nom de Pasa Isageum, isageum était le titre royal au début de la période Silla. Descendant du fondateur de Silla, Hyeokgeose, son nom de famille était Park.

## Famille
- Grand-père : Roi Namhae de Silla
- Grand-mère : Dame Unje (알영부인)
- Père : Yuri Isageum
- Mère : Reine Kim, du clan Kim (부인딸 김씨), fille du prince Sayo (사요왕의
- Épouse :
  - Reine Saseong, du clan Kim (사성부인 김씨), fille de Heoru Galmuwang (허루 갈문왕)
    - Fils : Jima de Silla (mort en 134, r. 112-134) - était le 6ème souverain de Silla

## Passé
D'après le Samguk sagi, Pasa Isageum (婆娑尼師今) est devenu roi. Il est le deuxième fils du roi Yuri (儒理王). Il a épousé Lady sasung (史省),.
Pasa (婆娑) de Pasa Isageum est un nom bouddhiste, qui signifie "la vérité apparaissant" en sanskrit. Néanmoins, comme cela s'est produit bien avant que le bouddhisme ne soit introduit à Silla, il est plausible que les significations des caractères chinois aient été ajoutées plus tard. Pasa (婆娑) est un caractère chinois rendu pour la prononciation. Dans la partie de Jingū du Nihon Shoki, les caractères sont enregistrés comme différents pasa (波沙) (la même prononciation) parce qu'ils rendent un caractère chinois, qui est plus important que la signification des caractères chinois. Mais, il est possible que l'historien japonais Pasa (波沙寐錦) ait été confondu avec Silseong Maripgan, l'historien japonais manquant de connaissances sur l'histoire ancienne de Silla.

## Règne
En 87, il a construit les premiers châteaux mentionnés de Silla en dehors de la région de Gyeongju.
En 94, lorsque la confédération de Gaya voisine a attaqué, Pasa a expédié 1 000 cavaliers pour répondre. Quand Gaya a de nouveau attaqué deux ans plus tard, il a directement dirigé une force de 5 000 hommes vers une autre victoire. Pasa a après coup été apaisé par un ambassadeur de Gaya, mais a soutenu sa supériorité sur l'alliance.
En 101, le Fort Royal Wolseong a été construit pour la première fois. Des parties de ce fort sont encore préservées dans le centre de Gyeongju.
L'année suivante, Silla a pris le contrôle des états auparavant indépendants de Siljikgok (aujourd'hui Samcheok), Eumjipbeol (aujourd'hui le nord de Gyeongju) et Apdok (aujourd'hui Gyeongsan). Six ans plus tard, il a repris les états de Biji (aujourd'hui Hapcheon), Dabeol (aujourd'hui Pohang) et Chopal (aujourd'hui Changwon).
Le rival coréen du royaume de Baekje a lancé une offensive en 85, mais Pasa a fait la paix avec Giru de Baekje en 105.